# The Towering Inferno
The Towering Inferno is een Amerikaanse rampenfilm uit 1974 van John Guillermin en Irwin Allen met in de hoofdrollen Steve McQueen, Faye Dunaway, Fred Astaire, Paul Newman en William Holden.
De film gaat over een aanvankelijk kleine, maar al snel hevige brand in een ongekend hoge wolkenkrabber. De bouwers hebben bespaard op de brandveiligheid, maar beschouwen hun glazen reus niettemin als onbrandbaar. De film speelde in op de hevige angst bij veel Amerikanen destijds over de veiligheid van wolkenkrabbers. Het scenario was gebaseerd op de romans "The Tower" (1973) van Richard Martin Stern en "The Glass Inferno" (1974) van Thomas N. Scortia en Frank M. Robinson.
The Towering Inferno was een enorm succes en het budget van 14 miljoen dollar werd op 300.000 dollar na tien keer terugverdiend. Hiermee werd The Towering Inferno een van de meest succesvolle films ooit gemaakt. De film vormde samen met The Poseidon Adventure het hoogtepunt uit een hele reeks rampenfilms die in de jaren 70 gemaakt werden.

## Verhaal
De Glass Tower in San Francisco is met zijn 135 verdiepingen en een hoogte van bijna 500 meter het hoogste gebouw op aarde. Het gebouw wordt geopend en om de opening te vieren wordt op de hoogste verdieping een groot feest gegeven.
Wat bijna niemand weet, is dat de projectontwikkelaar en onroerendgoedmagnaat James Duncan (William Holden) flink heeft bezuinigd op veiligheidsmaatregelen. Samen met zijn schoonzoon Roger Simmons (Richard Chamberlain) is hij tot de conclusie gekomen dat het gebouw nooit kan branden. Daarom hebben ze geen brandwerende luiken in de ventilatieschachten geplaatst, evenmin als branddetectiesystemen en kortsluitingsongevoelige bedrading. 
Na een stroomstoring in de meterkast raakt de vloerbedekking door een overgesprongen vonk in brand. Het vuur verspreidt zich door de ventilatieschachten, die geen brandwerende luiken hebben, en zet zodoende langzaam alle verdiepingen in brand. Door een gebrek aan brandalarmen wordt de brand pas veel te laat ontdekt. De liften zijn dan al uitgevallen en het trappenhuis staat in brand. Het is nu voor de feestvierders onmogelijk om te ontsnappen.
Architect Roberts (Paul Newman) en brandweercommandant O'Hallorhan (Steve McQueen) bedenken samen een plan om de mensen op de hoogste verdieping toch te redden. De eerste poging is om de mensen met een helikopter te redden. Deze poging mislukt omdat de helikopter door een explosie tegen het flatgebouw neerstort. Een tweede poging is om een lier naar een ander nabijgelegen flatgebouw te spannen. Deze poging lukt gedeeltelijk: Alle vrouwen weten zo weg te komen, maar als de mannen aan de beurt zijn breekt er paniek uit en Roger SImmons die hevig onder invloed van alcohol is, pakt de lier en zorgt ervoor dat de lier knapt. Roger Simmons stort samen met andere mannen waaronder de senator naar beneden.
De laatste poging lukt wel: op het dak bevindt zich een wateropslagtank.  Die is eigenlijk bedoeld om het water in het gebouw op druk te houden, vooral op de hogere verdiepingen. Met explosieven wordt de watertank tot ontploffing gebracht waardoor miljoenen liters water door het gebouw stroomt en de volledige torenbrand in een keer blust. James Duncan, Doug Roberts en O'Hallorhan overleven het, maar de burgemeester en de barkeeper niet.

## Rolverdeling

### Hoofdrollen
| Acteur              | Personage                               |
| ------------------- | --------------------------------------- |
| Steve McQueen       | Brandweercommandant Michael O'Hallorhan |
| Paul Newman         | Doug Roberts                            |
| William Holden      | James Duncan                            |
| Faye Dunaway        | Susan Franklin                          |
| Fred Astaire        | Harlee Claiborne                        |
| Susan Blakely       | Patty Simmons                           |
| Richard Chamberlain | Roger Simmons                           |
| Jennifer Jones      | Lisolette Mueller                       |
| O.J. Simpson        | Harry Jernigan                          |
| Robert Vaughn       | Sen. Gary Parker                        |
| Robert Wagner       | Dan Bigelow                             |
| Susan Flannery      | Lorrie                                  |

### Bijrollen
| Acteur                              | Personage                              |
| ----------------------------------- | -------------------------------------- |
| Scott Newman (zoon van Paul Newman) | de jonge brandweerman met hoogtevrees. |
| Sheila Matthews                     | Paula Ramsey                           |
| Jack Collins                        | Burgemeester Robert Ramsey             |
| Gregory Sierra                      | Carlos de barkeeper                    |
| Don Gordon                          | Kappy                                  |
| Norman Grabowski                    | Flaker                                 |
| Dabney Coleman                      | vervangend brandweercommandant #1      |
| Mike Lookinland                     | Phillip Albright                       |
| Norman Burton                       | Will Giddings                          |
| Felton Perry                        | Brandweerman Scott                     |

## Voorgeschiedenis
Begin jaren zeventig van de 20e eeuw werd The Poseidon Adventure een groot succes in de bioscopen. Plotseling waren rampenfilms potentiële geldmakers en de studio's in Hollywood gingen op zoek naar rampenmateriaal om te verfilmen. Warner Brothers kocht voor 390.000 dollar de filmrechten van de roman "The Tower" (1973) van Richard Martin Stern. Het boek ging over een wolkenkrabber die wordt getroffen door een brand. Irwin Allen van 20th Century Fox had de rechten ook willen kopen, maar viste net achter het net. Acht weken later kon hij voor 400.000 dollar de rechten kopen van een roman met hetzelfde thema, "The Glass Inferno" (1974) van Thomas N. Scortia en Frank M. Robinson. Het zag ernaar uit dat Warner Brothers en 20th Century Fox allebei een rampenfilm gingen uitbrengen over een brand in een wolkenkrabber. Maar beide partijen begonnen onderhandelingen en voor het eerst in de geschiedenis van Hollywood verenigden twee studio's hun krachten. Warner en Fox betaalden elk de helft van de productiekosten, waarna Fox de opbrengst in de VS zou krijgen en Warner die van de rest van de wereld.

## Scenario
Scenarist Stirling Silliphant kreeg opdracht om op basis van de romans "The Tower" en "The Glass Inferno" een scenario te schrijven. Hij combineerde de boektitels tot de titel van de film (The Towering Inferno) en tot de naam van het gebouw dat de hoofdrol speelt (The Glass Tower). Uit elke roman nam Silliphant zeven hoofdfiguren en verwerkte die in het scenario. Van "The Tower" nam hij de reddingsactie via de lijn tussen twee gebouwen over en de exploderende watertank uit "The Glass Inferno". Om een goed beeld te krijgen van het werk van de brandweer en andere hulpdiensten deed Stirling Silliphant uitgebreide research en interviewde hij verschillende brandweermannen. Dit had zijn invloed op hem, nog jaren na zijn klus voor The Towering Inferno ging de scenarist altijd onder het sprinklersysteem zitten als hij een hoog gebouw bezocht.

## Acteurs

### Doug Roberts en Michael O'Halloran
Producent Irwin Allen wilde eigenlijk Steve McQueen voor de rol van architect Doug Roberts, terwijl Ernest Borgnine was aangezocht om de rol van brandweercommandant Michael O'Hallorhan te vertolken. (Het personage heette toen nog "Mario Infantino"). Maar McQueen wilde liever de rol van O'Hallorhan. Het was een heldenrol met veel actie, iets wat de acteur waardeerde. De rol was echter kleiner dan die van Doug Roberts en met veel minder tekst. Irwin liet scenarist Stirling Silliphant de rol van O'Hallorhan oprekken, waarna het meer een hoofdrol was geworden, hierdoor kon Ernest Borgnine vertrekken. Hij was inmiddels te oud voor een hoofdrol en Paul Newman werd gevraagd om de rol van Doug Roberts te spelen. Newman en McQueen waren al concurrenten sinds de jaren vijftig van de twintigste eeuw en McQueen zag er op toe dat hij exact dezelfde lengte aan tekst had als Newman. Newman zou later bekennen dat hij spijt had van zijn beslissing om een rol in The Towering Inferno te spelen. Weliswaar kreeg hij 1 miljoen dollar en 10% van de winst, maar de rivaliteit tussen hem en McQueen (die hetzelfde salaris kreeg en 10%) was zo groot dat zijn spelplezier werd vergald. Doordat McQueen pas na 43 minuten in de film te zien is, had Newman's personage al bijna de helft van zijn tekst gezegd. Hierdoor domineert McQueen de film veel meer, zeker ook omdat hij de held speelt, de man die alles oplost. Newman voelde zich bedonderd en hamerde om die reden ook op een eerste plaats van zijn naam op de aftiteling. Maar McQueen wilde dit ook en dus koos de studio er voor om beide namen diagonaal naast elkaar te plaatsen. Van links naar rechts is eerst de naam van McQueen te zien, maar Newmans naam staat iets hoger.

### Andere rollen
De rol van Lisolette Mueller was aanvankelijk bedoeld voor Hollywoodlegende Olivia de Havilland maar die bedankte voor de rol. Hierna ging de rol naar Jennifer Jones. Het zou haar laatste speelfilm worden. Een andere grote ster die werd gevraagd, was de voormalige zwemkampioene/actrice Esther Williams. Williams die al eerder een rol in "The Poseidon Adventure" had geweigerd, liet ook deze eer aan zich voorbij gaan. Dat deed ook Natalie Wood die het scenario maar middelmatig vond. Een andere voormalige Hollywoodgrootheid William Holden ging net als Newman voor het geld door de knieën. Hij kreeg 750.000 dollar voor zijn rol als James Duncan, de aannemer die Glass Tower heeft gebouwd. Holden haatte zijn rol, de film, het scenario en zijn tegenspelers, met name Faye Dunaway die altijd te laat kwam. Maar het geld vergoedde veel. Het was de beste betaling voor zijn diensten in jaren. James Franciscus en John Forsythe waren kandidaat voor de rol van Senator Gary Parker. Maar beide acteurs leken te veel op politici als Senator John Tunney en de toenmalige gouverneur van Californië Ronald Reagan, dus werd Robert Vaughn gekozen, een acteur die niet leek op een bestaande politicus uit die tijd.

## Productie

### Opnamen
Met een budget van 14 miljoen dollar werd op 9 mei 1974 begonnen met de opnamen. Twee regisseurs moesten de klus klaren. Irwin Allen zou zich met de actiescènes bezighouden terwijl John Guilermin de regie van de acteurs zou doen. Guilermin en Allen gebruikten vier cameraploegen om alle actiescènes, speciale effecten, de opnames met de helikopters, en de acteurscènes op te nemen. De producenten waren zeer bezorgd voor de veiligheid zeker wat betreft de acteurs en de stuntmensen. Stuntcoördinator Paul Stader had namelijk gemeld dat de stunts zo gevaarlijk waren dat bij een kleine vergissing een stuntman om het leven kon komen, of op zijn minst zwaargewond zou raken. Desondanks deden Zowel Paul Newman als Steve McQueen hun eigen stunts. Een van de gevaarlijkste stunts die McQueen moest uitvoeren was het ondergaan van een stortbad van 27.000 liter water in de eindscène. Om de veiligheid te waarborgen waren dertig medewerkers van de brandweer aanwezig. Elke acteur en actrice op de set kreeg een brandweerman toegewezen als er gevaarlijk effecten werden gebruikt. De normale opnamen van de acteurs waren minder gevaarlijk, alleen had regisseur Irwin soms moeite om bepaalde reacties los te krijgen. Vooral omdat de acteurs niet echt werden bedreigd door vuur, maar alles moesten inbeelden. Zo kostte het hem moeite om een verbaasde reactie te krijgen van zijn acteurs voor de scène waarin duidelijk wordt dat er brand is uitgebroken. Dus vuurde hij plotseling een pistool af, waarna hij een oprechte geschrokken en verbaasde reactie kreeg. Toch deden de acteurs er voor de studio minder toe. In de film is de glazen toren eigenlijk de hoofdpersoon en voor twee veteranen van het witte doek, Jennifer Jones en Fred Astaire, was het helemaal een bittere pil dat ze door de studio eigenlijk werden behandeld als een willekeurige figurant. Ze hadden zich beide op hun rol verheugd, maar kregen tot hun verbazing aanvankelijk geen toegang tot de acteurtrailers op het filmterrein, maar werden verwezen naar kleedkamer buiten het terrein waar mindere belangrijke acteurs zich moesten kleden. Zowel Jones als Astaire bleven zich professioneel gedragen en klaagden niet. Uiteindelijk zag de studio de fout in en kregen Jones en Astaire alsnog toegang tot de trailers. Op 11 september 1974 waren alle opnamen gemaakt

### Sets en decors
Er werden 57 sets gebouwd voor de opnamen van de toren en de brand. Omdat een groot deel van de toren verwoest werd, werd ook een belangrijk deel van de decors en sets verwoest. Uiteindelijk bleven er acht sets over. Er werden verschillende miniaturen van de toren gebouwd, sommige tot 21 meter hoog en tevens werd een aantal matte schilderijen vervaardigd. Matte schilderijen zijn afbeeldingen geschilderd op glas die voor de camera worden gehouden om een deel van de scène af te dekken. Delen van de toren werden op normale schaal gebouwd in de studio voor de opnames met de acteurs en de stuntmensen. Voor opnames van het exterieur van de toren werd gebruikgemaakt van het San Francisco's Hyatt Regency Hotel, waaraan via matte schilderijen ongeveer vijftig verdiepingen waren toegevoegd. Op het parkeerterrein van de 20th Century Fox Studio werd een façade van het hotel nagebouwd, compleet met gordijnen en een gat van de explosie bij de lift. Het promonade deck dat werd nagebouwd werd omgeven door een cirkelvormig diorama van 100 meter in doorsnede dat de omgeving van de toren moest voorstellen. Het kostte 300.000 dollar om te bouwen en werd verwoest door 27.000 liter water in de eindscènes. Voor de constructie van de computer die alles regelt in de toren werd gebruikgemaakt van overgebleven onderdelen van een luchtmachtcomputer, de AN/FSQ-7, die in de jaren zestig van de twintigste eeuw de VS beschermde tegen een aanval van Sovjet bommenwerpers. De AN/FSQ-7 nam de hele verdieping in beslag van een betonnen bunker. Voor de film werd gebruikgemaakt van de controlepanelen en onderhoudsschakelborden.

### Locaties
Behalve decors werden ook echte locaties gebruikt. Voor de ingang van de toren en lobby werd het Bank of America Building in San Francisco gebruikt. Scènes in de lobby werden opgenomen in het Hyatt Regency Hotel in San Francisco. Als achtergrond voor de uitrukkende brandweer werd het San Francisco Fire Station 38 gebruikt. Aanvullende opnamen werden gemaakt in de Grace Cathedral Episcopal Church in San Francisco. Studio-opnamen werden gemaakt in de 20th Century Fox Studios in Century City, Los Angeles.

## Muziek

### Achtergrond
De componist van de filmmuziek is John Williams met orkestraties van Herbert W. Spencer en Al Woodbury. De muziek werd door technicus Ted Keep opgenomen in de 20th Century Fox scoring stage op 31 oktober, 4, 7 en 11 november 1974. Behalve composities van Williams bevat de filmmuziek ook instrumentale versies van "Again" (Lionel Newman/Dorcas Cochran), "You Make Me Feel So Young" (Josef Myrow/Mack Gordon) en "The More I See You" van Harry Warren/Mack Gordon. Ook bevat de filmmuziek een deel van het nummer "Maggie Shoots Pool" dat Williams schreef voor de film Cinderella Liberty. Sommige muziek kon wegens plaatsgebrek niet op het muziekalbum uitkomen en werd daardoor een veel gezocht verzamelaarobject. Een voorbeeld is de loungemuziek die wordt gespeeld als het brandalarm wordt gegeven. Het heeft de titel "The Promenade Room" en is van de hand van Williams. Zangeres Maureen McGovern zingt het nummer "We May Never Love Like This Again" van Al Kasha and Joel Hirschorn. Het kreeg een Oscar voor het Beste liedje.

### L.P.
In 1975 bracht Warner Brothers delen van de filmmuziek uit op lp onder catalogusnummer BS-2840. De volgende titels staan op de LP:
- "Main Title" (5:00)
- "An Architect's Dream" (3:28)
- "Lisolette And Harlee" (2:34)
- "Something For Susan" (2:42)
- "Trapped Lovers" (4:28)
- "We May Never Love Like This Again" (2:11)
- "Susan And Doug" (2:30)
- "The Helicopter Explosion" (2:50)
- "Planting The Charges – And Finale" (10:17)

### Expanded Version CD
Op 1 april 2001 werd op het Film Score Monthly label (FSM) een 'expanded version' uitgebracht. Producenten Lukas Kendall en Nick Redman. Het was een remix waarvoor de oude albummasters van de LP uit 1975 waren gebruikt, naast de geluidsband van de film. De versie was fors uitgebreid en geplaatst in de juiste chronologische volgorde. Het werd een bestseller en alle drieduizend exemplaren werden verkocht. Het is een collector's item geworden. De volgende titels staan op deze versie:
- "Main Title" (5:01)
- "Something For Susan" (2:42)
- "Lisolette and Harlee" (2:35)
- "The Flame Ignites" (1:01)
- "More For Susan" (1:55)
- "Harlee Dressing" (1:37)
- "Let There Be Light" (0:37)
- "Alone At Last" (0:51)
- "We May Never Love Like This Again (Filmversie) (2:04)
- "The First Victims" (3:24)
- "Not A Cigarette" (1:18)
- "Trapped Lovers" (4:44)
- "Doug's Fall/Piggy Back Ride" (2:18)
- "Lisolette's Descent" (3:07)
- "Down The Pipes/The Door Opens" (2:59)
- "Couples" (3:38)
- "Short Goodbyes" (2:26)
- "Helicopter Rescue" (3:07)
- "Passing The Word" (1:12)
- "Planting The Charges" (9:04)
- "Finale" (3:57)
- "An Architect's Dream" (3:28)
- "We May Never Love Like This Again (Albumversie) (2:13)
- "The Morning After (Instrumentaal)" (2:07)
- "Susan And Doug (Albumversie)" (2:33)
- "Departmental Pride and The Cat" (2:34)
- "Helicopter Explosion" (2:34)
- "Waking Up" (2:39)

## Prijzen en nominaties

### Oscars
- Beste Camerawerk (Fred J. Koenekamp & Joseph F. Biroc)
- Beste Montage (Carl Kress & Harold F. Kress)
- Beste Liedje (Al Kasha & Joel Hirschhorn) voor "We May Never Love Like This Again"
- Nominatie voor Beste Film
- Nominatie voor Beste Mannelijke bijrol (Fred Astaire)
- Nominatie voor Beste Decors (William J. Creber, Ward Preston, Raphael Bretton)
- Nominatie voor Beste Muziek (John Williams)
- Nominatie voor Beste Geluid (Theodore Soderberg, Herman Lewis)

### BAFTA Awards
- Beste Mannelijke bijrol (Fred Astaire)
- Beste Muziek (John Williams

### Golden Globe
- Beste Mannelijke bijrol (Fred Astaire)
- Prijs voor de Meest Veelbelovende Nieuwkomer (Susan Flannery)
- Nominatie voor Beste Vrouwelijke bijrol  (Jennifer Jones)
- Nominatie voor Beste Liedje (Al Kasha & Joel Hirschhorn) voor "We May Never Love Like This Again"